# Paracymus tarsalis
Paracymus tarsalis är en skalbaggsart som beskrevs av Miller 1963. Paracymus tarsalis ingår i släktet Paracymus och familjen palpbaggar. Inga underarter finns listade i Catalogue of Life.